# Кризис ликвидности Evergrande

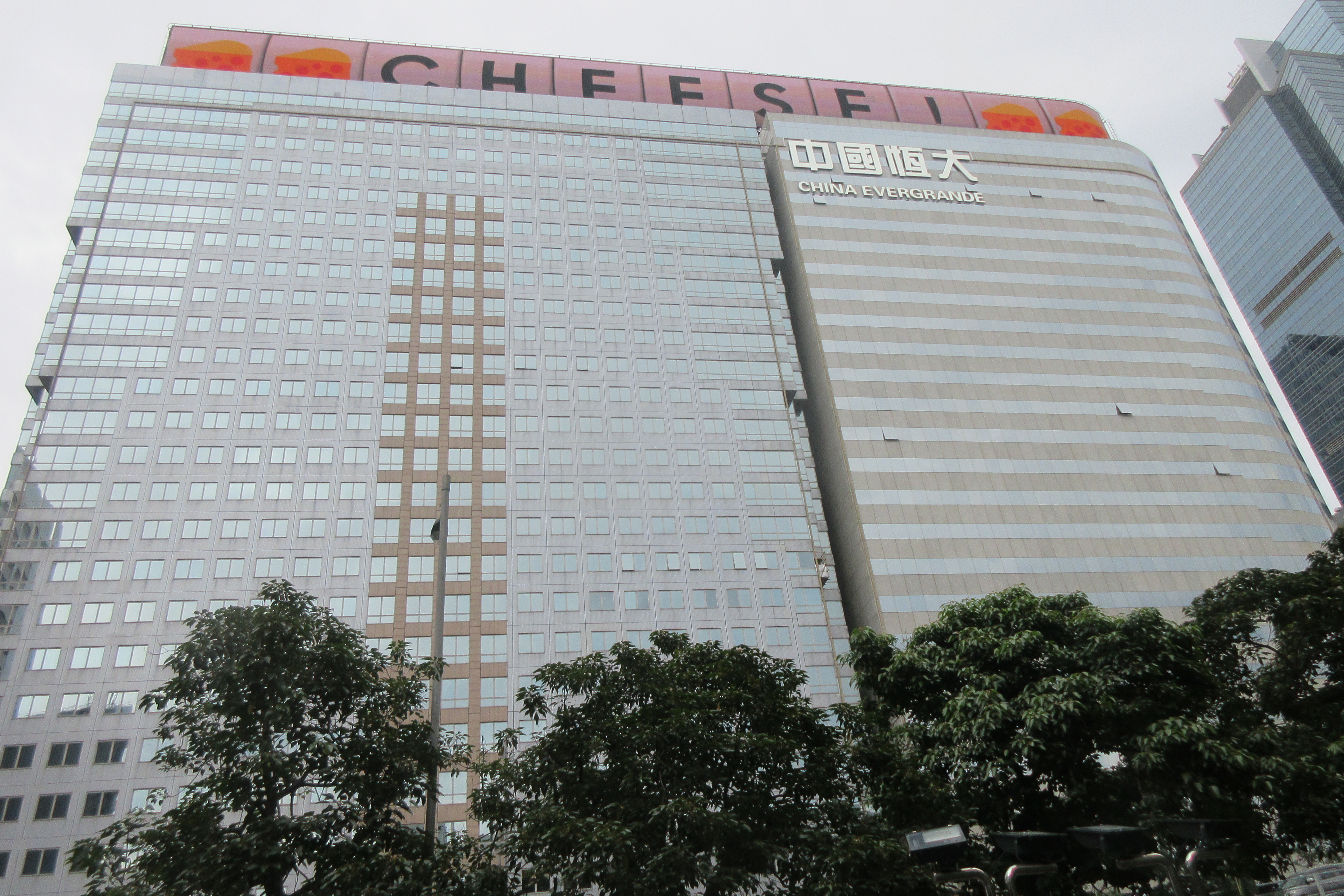
Здание делового центра China Evergrande Centre в Гонконге в марте 2019 года

Кризис ликвидности Evergrande — финансовый кризис в строительной и финансовой отраслях в Китае, начавшийся летом 2021 года из-за несоблюдения графика обслуживания обязательств компанией-застройщиком Evergrande Group.

## Предыстория
Экономические и нормативные реформы начатые в Китае в 1978 году под руководством Дэн Сяопина обеспечили устойчивый рост всех отраслей экономики Китая в течение сорока лет. Отказ китайского государства от политики предоставления бесплатного социального жилья привёл к росту строительного и девелоперского секторов экономики с доли 9,9 % от ВВП в 1998 году до 14,5 % ВВП в 2020 году. Сектор жилой недвижимости в основном рос теми же темпами, что и другие отрасли до 2015 года, когда в экономическом росте Китая впервые возникло замедление. С 2015 по 2019 год ВВП Китая рос в среднем на 6,6 % в год, в то время как сектор жилой недвижимости рос на 9,4 % в год. Рост сектора продолжался и в годы пандемии Covid-19, хотя экономические издания отмечали, что цифры роста сектора сопровождаются резким увеличением количества не проданного нового жилья. Быстрый рост компаний сектора обеспечивался разнообразными формами кредитования, как привлечением банковских и облигационных кредитов так и получением авансов на долевое участие в строительстве от будущих собственников жилья. Долговая нагрузка компаний сектора никак не регулировалась, а инвесторы в облигации по-видимому молчаливо предполагали, что китайское государство не допустит краха сектора из-за его стратегически важной роли в экономике.
Evergrande Group активно использовала доступные возможности для кредитования: привлекала банковские долгосрочные и краткосрочные кредиты, размещала облигации, как на внутреннем, так и на международном рынке. Также значительные средства привлекались через получение авансов от будущих собственников жилья и через продажу клиентам и собственным сотрудникам розничных инвестиционных инструментов, так называемых wealth management products с повышенной гарантированной доходностью, то есть по сути кредитование через механизмы, находящиеся вне действия регулятора. Из общего объёма задолженности Evergrande Group порядка $ 300 000 000 000 (300 миллиардов долларов США) по состоянию на конец 2021 года, на долю wealth management products приходилось 6.2 миллиарда долларов США, декларируемая доходность по таким вкладам обычно составляла от 7,8 % до 9,5 % годовых, но могла доходить до 11 % для отдельных категорий клиентов. Инструменты wealth management products могли выпускаться как банками, так и небанковским сектором и всего в Китае в 2021 году по некоторым оценкам в них могло быть вложено денежных средств на сумму около 5 трлн долларов США
В ответ на желание государственного аппарата Китая иметь больше рычагов воздействия на стратегически важные секторы экономики появился замысел введения регулирования долговой нагрузки крупных должников в строительстве. В индустрии строительства и девелопмента по состоянию на 2020 год создавалось около 29 % ВВП Китая. При этом регуляторы стремились учесть опыт кризиса в Японии в 1990-х годах, не допустить рост объёмов кредитования сверх разумных пределов и предусмотреть быструю процедуру банкротства, не допуская образования «зомби-фирм» с токсичными активами в виде безнадёжных долгов.
В августе 2020 года руководство Evergrande Group в числе нескольких крупнейших застройщиков Китая было приглашено на совещание с представителями государственных регулирующих органов. На совещании собравшимся в порядке информирования были сообщены новые критерии государственного регулирования долговой нагрузки, так называемые «три красные линии», которые планировалось принять в виде нормы для органов государственного надзора за отраслью. Из примерно тридцати фирм-застройщиков, к которым планировалось применить критерии, более двух третей на момент совещания в августе 2020 критериям не соответствовали, причём Evergrande Group нарушала все три красные линии из критериев. Нормы были фактически введены в действие в начале 2021 года.

## Хронология событий

### Предупреждения, слухи, рейтинг
22 июня 2021 года агентство Fitch понизило кредитный рейтинг Evergrande Group с B+ до B с формулировкой «растущая необходимость уменьшения масштабов бизнеса и совокупного объёма задолженности». 28 июля 2021 года Fitch понизило кредитный рейтинг Evergrande Group ещё раз, до ССС+, с формулировкой «уменьшение степени надёжности поддержания ликвидности».
3 августа 2021 года кредитный рейтинг Evergrande Group был понижен агентством Moody’s, с уровня B2 до Caa1. 5 августа 2021 года агентство S&P Global Ratings тоже понизило рейтинг Evergrande Group с B− до CCC, сразу на две ступени, сказав, что ликвидность компании уменьшается быстрее и значительнее, чем мы ранее считали.
В конце августа 2021 года в сети распространилась копия письма руководства Evergrande Group властям провинции Гуандун, в котором компания предупреждала власти о возможном нарушении графика платежей и недостатке средств на счетах. Обнародование письма не было авторизовано самой Evergrande Group и пресс-служба компании назвала циркулирующее в сети письмо полностью сфабрикованным и направленным на подрыв имиджа компании.
7 сентября 2021 года агентство Fitch вновь понизило кредитный рейтинг Evergrande Group с ССС+ до СС.
31 августа 2021 года пресс-служба Evergrande Group отчиталась об отличных финансовых результатах и одновременно распространила предупреждение о недостаточной ликвидности, сказав, что предпрнимает меры для улучшения финансовой позиции, но ликвидность может ухудшиться, приведя к неплатежам и судебным искам.

### Неплатежи, меры по финансированию
В сентябре-октябре компания Evergrande Group несколько раз пропускала расчётные даты выплат по наступавшим обязательствам, но успевала заплатить в течение льготного периода, что приводило к снижению её рейтинга международными агентствами, но не являлось дефолтом.
В начале октября 2021 Evergrande Group и компания Hopson Development сообщили о проведении переговоров о сделке по продаже дочерней фирмы Evergrande Group, специализирующейся на обслуживании зданий, за $ 2,6 миллиарда, деньги от продажи предполагалось использовать для обслуживания текущих обязательств Evergrande Group. Планировалось, что за эту сумму Hopson Development приобретёт у Evergrande Group контрольный пакет в 51 % акций дочерней фирмы, в связи с предстоящей сделкой биржевые торги по акциям Evergrande Group и Hopson Development были приостановлены. Однако 20 октября стороны сообщили, что они не смогли прийти к соглашению и отказались от сделки.

### Технический дефолт
7 декабря 2021 Evergrande Group пропустила льготный месяц очередной выплаты по одному из иностранных облигационных займов и формально оказалась в дефолте. 9 декабря 2021 года рейтинговое агентство Fitch понизило рейтинг Evergrande Group до «ограниченного дефолта». 10 декабря были принудительно проданы около 3,4 % акций Evergrande Group, собственником которых был основной акционер компании Хёй Каянь (акции находились в залоге). Сообщение о продаже 277,8 млн акций было зарегистрировано на Гонконгской фондовой бирже, цена сделки не сообщалась, по курсу биржи стоимость проданного пакета акций составляла около 64 млн долларов США.

### Банкротство
17 августа 2023 года China Evergrande Group подал заявление о банкротстве в Нью-Йорке в соответствии со статьей 15 Кодекса о банкротстве США.
29 января 2024 года суд Гонконга постановил ликвидировать Evergrande, с совокупными обязательствами более 300 000 000 000 (триста миллиардов) долларов США. В этот же день акции China Evergrande Group рухнули на 21,36%. Из-за обвала котировок Гонконгская фондовая биржа приостановила торги бумагами. Важно помнить, что банкротство Lehman Brothers Holdings, Inc, с обязательствами более 613 000 000 000 (шестьсот тринадцать миллиардов) долларов США, привело к экономическому кризису 2008 года. Таким образом, даже с учётом инфляции доллара за период 2008-2024 годов, банкротство Evergrande можно считать одним из крупнейших банкротств в мире, последствия которого проявятся в ближайшем будущем.

## Влияние и параметры кризиса
Общая сумма задолженности Evergrande Group составляла на конец 2021 года около 300 миллиардов долларов США.
В один день с Evergrande Group, 7 декабря 2021 года платежи по облигационному займу общим объёмом 400 миллионов долларов пропустила китайская компания Kaisa Group, тоже занимающаяся строительством в Китае. 8 декабря биржевые торги акциями Kaisa были приостановлены, а 9 декабря агентство Fitch понизило рейтинг компании Kaisa Group до Restricted Default. Общий объём задолженности Kaisa Group только в облигациях деноминированных в американских долларах составляет $11,6 млрд, у компании есть история ранее просроченных платежей и приостановок торгов на бирже.